# پوینت آلبروژیا
پوینت آلبروژیا (به لاتین: Pointe Allobrogia) یک کوه در سوئیس است که در کانتون وله واقع شده‌است. پوینت آلبروژیا ۳٬۱۷۲ متر بالاتر از سطح دریا واقع شده‌است.